# David Cortés Caballero
David Cortés Caballero (ur. 29 sierpnia 1979 w Llerenie) – hiszpański piłkarz występujący na pozycji prawego obrońcy. Obecnie gra w Realu Saragossa.

## Kariera klubowa
David Cortés Caballero zawodową karierę rozpoczął w 1999 w zespole CF Extremadura. Przez trzy lata grał z nim w rozgrywkach Segunda División. W pierwszym sezonie występów w tej drużynie hiszpański piłkarz rozegrał tylko 11 spotkań, jednak w kolejnych 2 sezonach był już podstawowym zawodnikiem swojego klubu. W sezonie 2001/2002 Extremadura zajęła 21. miejsce w ligowej tabeli i spadła do Segunda División B.
Latem 2002 Cortés przeniósł się do Mallorki. W jej barwach 22 września w przegranym 0:4 spotkaniu z Atlético Madryt zadebiutował w Primera División. W zespole "Los Barralets" Hiszpan grywał regularnie, a w pierwszym sezonie występów na ONO Estadi wywalczył Puchar Króla. W kolejnych rozgrywkach Cortés po raz pierwszy zagrał w Pucharze UEFA. Mallorca dotarła do 1/8 finału, w którym przegrała w dwumeczu z Newcastle United 1:7. Łącznie w barwach Mallorki Cortés wystąpił w 123 ligowych pojedynkach.
Latem 2006 Hiszpan podpisał kontrakt z Getafe CF, z którym zajął 9. miejsce w Primera División i zapewnił sobie udział w Pucharze UEFA. Getafe dotarło w nim do 1/4 finału, w którym przegrało po dogrywce z Bayernem Monachium różnicą zdobytych goli na wyjeździe. W sezonie 2009/2010 Hiszpan zagrał w 20 ligowych meczach, bowiem na bokach obrony grywali często Miguel Torres i Cosmin Contra.
31 lipca 2010 Cortés podpisał roczną umowę z beniaminkiem Primera División – Hérculesem.